# Kevin A. Ford
Kevin A. Ford, född 7 juli 1960 i Portland, Indiana, är en amerikansk astronaut uttagen i astronautgrupp 18 den 27 juli 2000.

## Rymdfärder
- Discovery - STS-128
- Expedition 33/34